# Charanyca
Charanyca är ett släkte av fjärilar som beskrevs av Gustaf Johan Billberg 1820. Charanyca ingår i familjen nattflyn, Noctuidae.

## Dottertaxa tillCharanyca, i alfabetisk ordning[1][2]
- Charanyca apfelbecki (Rebel, 1901)
- Charanyca  docilis Walker, 1857
- Charanyca  ferrosqualida Simonyi, 1996
- Charanyca  ferruginea (Esper, 1785), Mörkbrunt skuggfly
- Charanyca  trigrammica (Hufnagel, 1766) Streckfly
- Charanyca umbripennis Strand, 1909

## Bildgalleri

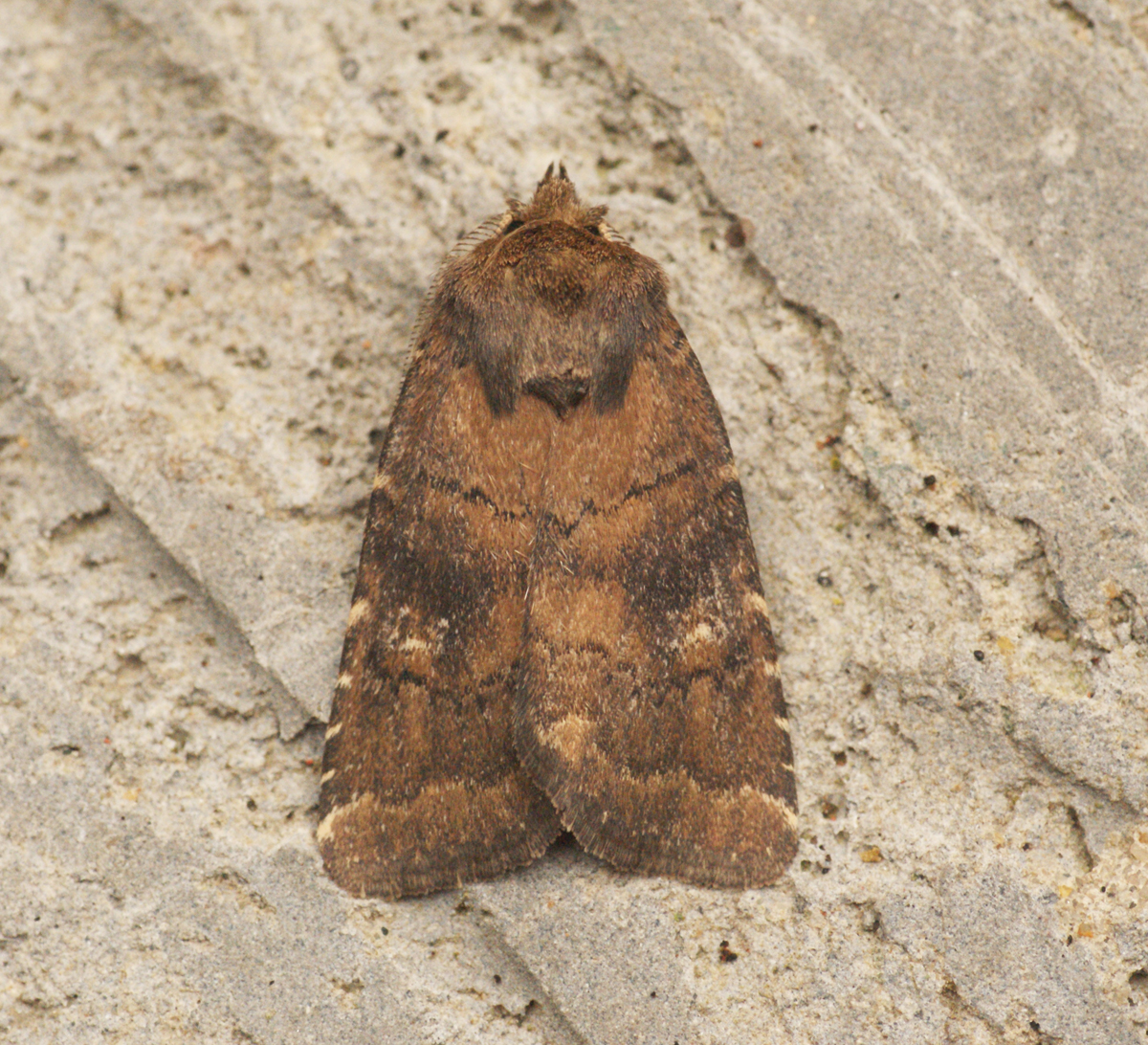
Mörkbrunt skuggfly, Charanyca  ferruginea
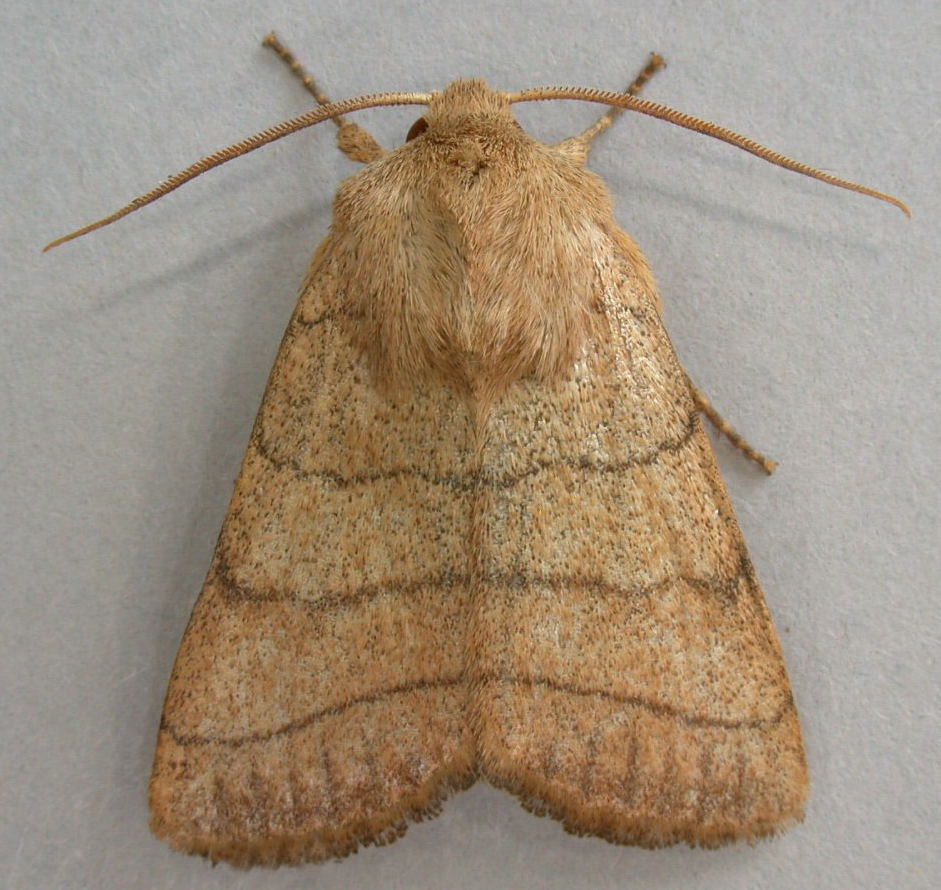
Streckfly, Charanyca  trigrammica